# Nemanja Vlatković
Nemanja Vlatković, bosansko-hercegovski politik in častnik, * 30. avgust 1914, † 4. maj 1961.

## Življenjepis
Vlatković, po poklicu učitelj, se je leta 1940 pridružil KPJ in bil naslednje leto eden od organizatorjev NOG. Med vojno je bil na različnih partijsko-političnih in štabnih položajih.
Po vojni je bil poveljnik zaledja 4. armade, a že leta 1946 je bil demobiliziran. Postal je minister v bosansko-hercegovski vladi, član Izvršnega sveta BiH, republiški in zvezni poslanec,...